# Aphanogmus conicus
Aphanogmus conicus är en stekelart som beskrevs av Paul Dessart 1975. Aphanogmus conicus ingår i släktet Aphanogmus och familjen pysslingsteklar. Inga underarter finns listade i Catalogue of Life.